# 江一燕
江一燕（1983年9月11日—），本名江燕，浙江绍兴人，中國大陸女演员。15歲考入北京舞蹈學院附中音樂劇班，1999年9月組成「漂亮寶貝」演唱組，2000年開始出演電視劇，北京電影學院表演戲2002級本科畢業，已出版文學作品《我是爬行者小江》。

## 生平
原名江燕，15歲考入北京舞蹈學院附中(音乐剧专业)1998級。1999年9月与戴琦、戴梦瑶、李薇薇和杨若榴成立“漂亮宝贝”演唱组。2000年7月在电视连续剧《同学，你好！》中友情出演，2000年10月参加电视连续剧《真榜》的拍摄。
之后于2002年出演的作品有《葛定国同志的夕阳红》(饰段小玲)、2005年的《与你同在的夏天》(饰李明馨)、2007年《母亲》(饰小女儿文小秀)、《星火》(饰梅春/梅春娘)、《错爱》(饰谢晓英)、《我们无处安放的青春》(饰周蒙)。
2000年为电视剧《插翅难逃》演唱片尾曲，2006年发行EP《用爱呼吸》，2008年与吴镇宇、余男合作《双食记》，演出颇受好评。同时也出演了陆川导演的新片《南京！南京！》。之后在《假装情侣》、《四大名捕》、《消失的子弹》等作品中都有出色的表现，并凭借《消失的子弹》入围第32届香港电影金像奖最佳女配角。2013年出演了彭顺的《同谋》和陈嘉上的《四大名捕2》。
2014年1月參演電影《筆仙3》，飾演心裡抑鬱神經質的單身媽媽。3月參演電影《有種你愛我》。 4月進組拍攝電影《三少爺的劍》。隨後參演《消失的兇手》2015年1月參演電影《戀愛中的城市》。2月客串電影《陪安東尼度過漫長歲月》 。5月主演電視劇《古城小女人》。
2015年6月参加浙江卫视《奔跑吧兄弟》第二季。2017年4月，江一燕参加文化情感类节目《朗读者》，讲述支教经历及师生情并朗读《晶莹的泪珠》。5月12日，与刘青云搭档主演的电影《毒。诫》上映。

## 影视作品

### 电视剧
- 2000年《同学，你好！》
- 2000年《真榜》
- 2002年《葛定国同志的夕阳红》饰演 段小玲
- 2004年《星火》 飾演 周梅春
- 2005年《错爱》 飾演 謝曉英
- 2005年《我们无处安放的青春》 饰演  周蒙
- 2005年《母亲》飾演 文小秀
- 2009年《情非情》 飾演 向美雙
- 2013年《像火花像蝴蝶》 飾演 宋永芳
- 2019年《往事云烟》(2015年拍攝) 饰演 品子
- 2021年《理想照耀中国》饰演 吴燕
- 2021年《百炼成钢》饰演 宋勤勤
- 2025年《烽影燃梅香》（网络剧）饰演 青鸾公主
- 待播《京港爱情故事》飾演 郜婧雯
- 待播《大金湖》
- 待播《月鳞绮纪》（网络剧）飾演 女娲

### 电影
| 年份   | 中文名称                 | 英文名称                    | 角色       | 备注 |
| 2005年 | 《与你同在的夏天》       | One Summer with You         | 李明馨     |      |
| 2006年 | 《我把初吻献给谁》       | Wo Ba Chu Wen Xian Gei Shui | 徐雅欣     |      |
| 2007年 | 《鱼不在水里》           | The fish in the water       | 安雪       |      |
| 2008年 | 《双食记》               | Deadly Delicious            | CoCo       |      |
| 2009年 | 《南京！南京！》         | City of Life and Death      | 江香君     |      |
| 2009年 | 《秋喜》                 | Qiu Xi                      | 秋喜       |      |
| 2010年 | 《宝贵的秘密》           | A lying Village             | 韦美秀     |      |
| 2010年 | 《剑雨》                 | Reign of Assassins          | 田青彤     |      |
| 2011年 | 《藍色矢車菊》           | The Blue Cornflower         | 桑朵       |      |
| 2011年 | 《肩上蝶》               | Rest on Your Shoulder       | 宝宝       |      |
| 2011年 | 《假装情侣》             | The Pretending Lovers       | 沈露       |      |
| 2011年 | 《爱对了》               | I Phone You                 | 凌玲       |      |
| 2012年 | 《非典情人》             | Shanghai Strangers          | 秀秀       |      |
| 2012年 | 《消失的子弹》           | The Bullet Vanishes         | 傅源       |      |
| 2012年 | 《四大名捕》             | The Four                    | 姬遙花     |      |
| 2013年 | 《同谋》                 | Conspirators                | 芷慧       |      |
| 2013年 | 《四大名捕II》           | The Four 2                  | 姬瑶花     |      |
| 2014年 | 《笔仙3》                | Bunshinsaba 3               | 徐丽娜     |      |
| 2014年 | 《四大名捕大结局》       | The Four Final Battle       | 姬瑶花     |      |
| 2015年 | 《有种你爱我》           | One Night Stud              | 左小欣     |      |
| 2015年 | 《恋爱中的城市》         | Cities in Love              | 小江       |      |
| 2015年 | 《陪安东尼度过漫长岁月》 | Les Aventures d'Anthony     | 年輕黃太太 |      |
| 2015年 | 《消失的凶手》           | The Vanished Murderer       | 傅源       |      |
| 2016年 | 《三少爺的劍》           | Sword Master                | 慕容秋荻   |      |
| 2017年 | 《毒。诫》               | Dealer Healer               | 可柔       |      |
| 2017年 | 《七十七天》             | Seventy-seven Days          | 蓝天       |      |
| 2017年 | 《暴雪将至》             | The Looming Storm           | 燕子       |      |
| 2017年 | 《六年，六天》           | Six Years, 6 Days           | 客串       |      |
| 待上映 | 《最好的你，最坏的我》   |                             |            |      |

### 综艺节目
- 2015年 奔跑吧兄弟第二季 嘉宾
- 2016年 我们来了第一季 嘉宾
- 2017年 极限挑战第三季 嘉宾
- 2025年 乘風2025

### 代言
- 紹興女兒紅(2010)
- 好利來(2010)
- 蒙牛酸奶(2010)
- 奧迪A4L(2010)
- OPPO N1(2013)

## 舞台劇
《七月與安生》2011年7月到9月巡演49場。

## 音乐

### 专辑
| 專輯名称                   | 唱片资料 | 备注 |
| -------------------------- | --- | --- |
| 《用爱呼吸》               | 发行日期：2006年12月6日 唱片公司：艾迴唱片 《用爱呼吸》 1. 『i』 2. Merry Christmas的祝福 3. 那年夏天 4. 我和亚当 5. 爱情海的鱼 6. 不要告别 (音乐盒 Version) 7. Merry Christmas的祝福 (伴奏) 8. 那年夏天 (伴奏) 9. 我和亚当 (伴奏) 10. 爱情海的鱼 (伴奏)                                        | 用愛呼吸 江一燕自己包辦了所有EP中的歌詞。                                                                                            |
| 《星光电影院》             | 发行日期：2007年12月18日 唱片公司：艾迴唱片 《星光电影院》 1. ~光~ OVERTURE 2. 星光电影院 3. 完美 4. 雨中圆舞曲 5. 爱情烟熏眼 6. 失控 7. 身轻如燕 8. 好朋友 我爱你 9. 家 10. 不要告别 11. 给自己的歌                                                                                            | 好朋友我愛你是由江一燕作詞作曲的作品，專輯中的六首歌的歌詞也由江一燕本人創作。                                                       |
| 《七月與安生》             | 发行日期：2012年9月1日 唱片公司：18文化 《七月與安生》 1. 安·生 2. 愛情香煙 3. 七月 4. SAY GOODBYE 5. US 6. YOUTH 7. BE YOUR SHADOW 8. IN THE TREE 9. SORRY | 《七月與安生》話劇《七月與安生》原聲音樂碟由《我是爬行者小江》隨書發行。收錄三首由江一燕演唱的歌曲《安生》、《愛情香菸》、《七月》。 |
| 《像火花像蝴蝶電視原聲帶》 | 发行日期：2013年6月26日 唱片公司：海蝶音乐 《像火花像蝴蝶電視原聲帶》 1. 不問--何晟銘 2. 外婆橋 3. 送別 4. 惹春宵 5. 小情人 6. 念故鄉 7. 生日快樂(中文版) 8. 生日快樂(英文版) 9. 花月良宵 10. 搖啊搖(姥姥版) 11. 搖啊搖(媽媽版) 12. 搖啊搖(小芳版) 13. 天涯歌女 14. 不問(伴奏) 15. 外婆橋(伴奏) | 年代大戲《像火花像蝴蝶》中江一燕包攬全部插曲，以及片尾曲《外婆橋》，而片頭曲《不問》則由何晟銘演唱。                                 |
| 《我不》                   | 发行日期：2015年1月27日 唱片公司： 《我不》 1. 我不 2. 我不 創作筆記 | 《我不》為電影《有種你愛我》主題曲，詞曲由江一燕本人一手包辦，並分享創作筆記。民謠代言人郝雲擔任音樂製作人。                         |

### MV
- 《男不坏 女不爱》 佟大为
- 《Merry Christmas的祝福》 江一燕
- 《星光电影院》 江一燕
- 《雨中圆舞曲》 江一燕
- 《给自己的歌》 江一燕

## 文學作品
- 《我是爬行者小江》(2012年)

## 攝影展
- 2015年11月19日至29日舉辦第二場個人攝影展--「江一燕LOVE公益攝影展」(廣州)
- 2015年9月11日至20日舉辦首個個人攝影展--「江一燕LOVE公益攝影展」(北京)

## 獲獎紀錄

### 影視劇類
- 2007年《與你同在的夏天》獲吉隆坡國際電影節亞洲電影大獎，江一燕獲最佳女主角提名
- 2007年BQ紅人榜年度潛力紅人
- 2007年《福布斯》年度中國名人頒獎典禮，江一燕因在音樂、影視、創作等方面獨一無二的出色表現而被授予年度潛力名人獎
- 2008年獲北京大學生電影節最受歡迎女演員提名
- 2008年《時尚先生》頒獎禮獲最具潛力女藝人獎
- 2009年憑《寶貴的秘密》獲澳門國際電影節最佳女主角提名
- 2010年憑《南京！南京！》獲第十屆中國長春電影節最佳女配角提名
- 2010年 憑《南京！南京！》獲第十屆華語電影傳媒大獎最佳女配角提名
- 2011年憑《假裝情侶》以超高人氣擊敗眾多候選演員，榮獲樂視網年度最具人氣女演員大獎
- 2012年獲第二屆樂視影視盛典電影最具期待女演員獎
- 2012年憑《七月與安生》獲＂現代戲劇谷2012壹戲劇大賞＂年度新銳女演員
- 2012年6月憑藉《七月與安生》獲得首屆丹尼獎最佳女演員獎
- 2012第21屆金雞百花電影節-首屆微電影大賽江一燕主演的《非典情人》獲得最佳微電影獎
- 2013年憑《消失的子彈》獲提名第32屆香港電影金像獎最佳女配角
- 2014年憑《像火花像蝴蝶》獲得第13屆華鼎獎「中國近代革命題材電視劇」最佳女演員獎
- 2015年5月憑《四大名捕3》獲第16届华鼎奖中国最佳女配角獎

### 攝影類
- 2015美國《國家地理》全球攝影大賽 中國賽區 名人專區 華夏典藏獎

### 公益類
- 2014年8月，七年支教之路，愛無止境，明星公民5周年感恩盛典，江一燕獲封「榮譽明星公民」
- 2013年3月20日獲頒「慕思特約第三屆明星公民頒獎盛典」年度明星公民

## 争议
2019年10月，有媒体报道江一燕在西班牙领取2018年美国建筑大师奖获奖证书。然而證據指出江一燕只是项目的甲方，而非设计师，卻上台領獎還站在所有人中間，意圖造成她是建築師領袖帶領團隊獲獎的錯覺。
之後事件發酵，窦唯前妻著名摄影师高源也出微博猛烈批評江一燕，並揭露其一向很作假，低调支教山村可以照片画着大浓妆摆拍上傳，2016年的无锡太湖音乐节收了钱幫江的影展，發現江的名字排在所有新老乐队和优秀音乐人的前面而自己根本沒作品，同時網上独立摄影师石头也出來證實江很愛使用他的照片放在公众号或其他場合，但卻不註明引用和出處也沒打招呼，意圖製造這些專業照片都是她拍的假象。高源批評她很擅長一種「蹭」技巧，製造自己出現在一些照片或宣傳單上打造出自己有重大成就和才華，但其實本身只跟路人甲差不多。
11月21日，北京市规划和自然资源委员会顺义分局称接到举报查实江一燕获奖别墅涉嫌违规扩建，将由顺义区城管执法局负责进行后续处理，或将拆除至原貌。同日，江一燕发微博就此事道歉。